# Nagaru Tanigawa
Œuvres principales
- La Mélancolie de Haruhi Suzumiya

Nagaru Tanigawa (谷川 流, Tanigawa Nagaru), né le 19 décembre 1970 à Nishinomiya dans la préfecture de Hyōgo, est un auteur japonais.

## Œuvre
Diplômé de l'Université de droit Kwansei Gakuin, il est l'auteur de plusieurs séries pour adolescent à succès, dont les romans Haruhi Suzumiya, grâce auxquels il a gagné le grand prix de la huitième édition des Sneakers Awards.
- La Mélancolie de Haruhi Suzumiya (涼宮ハルヒの憂鬱?) (adapté en anime sous le titre Suzumiya Haruhi no yūutsu)
  - La Mélancolie de Haruhi Suzumiya (涼宮ハルヒの憂鬱?)
  - Les Soupirs de Haruhi Suzumiya (涼宮ハルヒの退屈?)
  - L'Ennui de Haruhi Suzumiya (涼宮ハルヒの憂鬱?)
  - La Disparition de Haruhi Suzumiya (涼宮ハルヒの暴走?)
  - Le Saccage de Haruhi Suzumiya (涼宮ハルヒの憂鬱?)
  - Les Tremblements de Haruhi Suzumiya (涼宮ハルヒの動揺?)
  - Les Intrigues de Haruhi Suzumiya (涼宮ハルヒの陰謀?)
  - L'Indignation de Haruhi Suzumiya (涼宮ハルヒの憤慨?)
  - La Scission de Haruhi Suzumiya (涼宮ハルヒの分裂?)
  - La Surprise de Haruhi Suzumiya (涼宮ハルヒの驚愕?)
- 学校を出よう! (6 volumes)
- 電撃!! イージス５ (2 volumes)
- 閉じられた世界 (1 volume)
- ボクのセカイをまもるヒト (2 volumes)
- 撲殺天使ドクロちゃんです